# Ligue 1 (Niger)
Die Ligue 1 (französisch offiziell: Ligue 1 Airtel, früher Ligue 1 Orange, auch Championnat National de Première Division oder Championnat D1) ist die höchste Spielklasse des nationalen Fußballverbands des Nigers, der Fédération Nigérienne de Football.

## Geschichte
Die Ligue 1 wurde 1966 vom Verband ins Leben gerufen, gleichwohl wurden bereits in den 1950er-Jahren Meisterschaften ausgespielt, die allesamt von Renaissance Elmina gewonnen werden konnten. Der Austragungsmodus der obersten Liga wechselte von Zeit zu Zeit, einige Meisterschaften fielen komplett aus. Ab den 2000ern spielten die Vereine in zwei Gruppen, die Gruppenbesten zogen in die Super League ein, um den nigrischen Fußballmeister zu ermitteln. Die zweite Ligaebene besteht aus regionalen Meisterschaften, die Gewinner dieser traten in Play-off-Spielen an, um die zwei Aufsteiger in die Erstklassigkeit zu ermitteln. Aus Protest gegen die Relegationsregelung zogen sich die Vereine aus der Region Niamey 2001 aus den Ligen zurück und spielten mit dem Coupe des Sponsors einen eigenen Fußballwettbewerb aus. Die Fußballmeisterschaft 2002 fiel wegen finanzieller Problem komplett aus, zur Teilnahme an der CAF Champions League 2003 wurde der Sieger der regionalen Runde aus Niamey, der AS Niamey, gemeldet. 2008 wurde mit 20 Vereine, die auf fünf Gruppen verteilt wurden, die höchste Anzahl an teilnehmenden Mannschaften erreicht. Zur Spielzeit 2010/11 gab es erneut einige Umstrukturierungen. Die Liga wurde in Ligue 1 Orange umbenannt und eingleisig mit 16 Vereinen (ab 2011/12 14 Mannschaften) ausgespielt. Die Spielzeiten beginnen im Dezember und dauern bis Juli des folgenden Jahres. Zur Spielzeit 2017/18 wurde die Liga wieder auf 16 Vereine aufgestockt.

## Nigrische Fußballmeister

### Vor der Unabhängigkeit
- 1952/53: Renaissance Elmina
- 1953/54: Renaissance Elmina
- 1954/55: Renaissance Elmina
- 1955/56: Renaissance Elmina

### Seit der Unabhängigkeit
- 1966: Secteur 6
- 1967: Secteur 6
- 1968: Secteur 6
- 1969: Secteur 6
- 1970: Secteur 6
- 1971: ASFAN Niamey
- 1972: keine Meisterschaft
- 1973: Secteur 7
- 1974: Sahel SC
- 1975: ASFAN Niamey
- 1976: Olympic FC
- 1977: Olympic FC
- 1978: Olympic FC
- 1979: keine Meisterschaft
- 1980: AS Niamey
- 1981: AS Niamey
- 1982: AS Niamey
- 1983: Jangorzo FC
- 1984: Espoir FC
- 1985: Zumunta AC
- 1986: Sahel SC
- 1987: Sahel SC
- 1988: Zumunta AC
- 1989: Olympic FC
- 1990: Sahel SC
- 1991: Sahel SC
- 1992: Sahel SC
- 1993: Zumunta AC
- 1994: Sahel SC
- 1995: keine Meisterschaft
- 1996: Sahel SC
- 1997/98: Olympic FC
- 1999: Olympic FC
- 2000: JS Ténéré
- 2001: JS Ténéré
- 2002: keine Meisterschaft
- 2003: Sahel SC
- 2004: Sahel SC
- 2004/05: AS-FNIS
- 2005/06: AS-FNIS
- 2006/07: Sahel SC
- 2008: AS Police
- 2009: Sahel SC
- 2010: ASFAN Niamey
- 2010/11: AS GNN
- 2011/12: Olympic FC
- 2012/13: AS Douanes
- 2013/14: AS GNN
- 2014/15: AS Douanes
- 2015/16: ASFAN Niamey
- 2016/17: ASFAN Niamey
- 2017/18: AS SONIDEP
- 2018/19: AS SONIDEP
- 2019/20: abgebrochen
- 2020/21: US Gendarmerie Nationale
- 2021/22: ASN Nigelec
- 2022/23: AS GNN
- 2023/24: AS GNN
- 2024/25 : ASFAN Niamey

## Rekordmeister
Rekordmeister der Ligue 1 seit der Unabhängigkeit Nigers ist der Sahel SC, welcher die Meisterschaft 13 Mal gewinnen konnte. Bis auf zwei Ausnahmen, Jangorzo FC Maradi 1983 und Espoir FC Zinder 1984, konnten nur Vereine aus der nigrischen Hauptstadt Niamey die Fußballmeisterschaft gewinnen.
| Verein                           | Titel | Jahr                                                                            |
| -------------------------------- | ----- | ------------------------------------------------------------------------------- |
| Secteur 7 / Sahel SC             | 13    | 1973, 1974, 1986, 1987, 1990, 1991, 1992, 1994, 1996, 2003, 2004, 2006/07, 2009 |
| Secteur 6 / Olympic FC de Niamey | 12    | 1966, 1967, 1968, 1969, 1970, 1976, 1977, 1978, 1989, 1997/98, 1999, 2011/12    |
| AS-FNIS / AS GNN                 | 6     | 2004/05, 2005/06, 2010/11, 2013/14, 2022/23, 2023/24                            |
| ASFAN Niamey                     | 6     | 1971, 1975, 2010, 2015/16, 2016/17, 2024/25                                     |
| AS Niamey                        | 3     | 1980, 1981, 1982                                                                |
| Zumunta AC                       | 3     | 1985, 1988, 1993                                                                |
| AS SONIDEP                       | 2     | 2018, 2019                                                                      |
| JS du Ténéré                     | 2     | 2000, 2001                                                                      |
| AS Douanes                       | 2     | 2012/13, 2014/15                                                                |
| Jangorzo FC                      | 1     | 1983                                                                            |
| Espoir FC                        | 1     | 1984                                                                            |
| AS Police                        | 1     | 2008                                                                            |
| US Gendarmerie Nationale         | 1     | 2020/21                                                                         |